# Lista di asteroidi (242001-243000)
Di seguito una lista di asteroidi dal numero 242001 al 243000 con data di scoperta e scopritore.

## 242001-242100
| Nome     | Designazione provvisoria | Data di scoperta  | Scopritore               |
| -------- | ------------------------ | ----------------- | ------------------------ |
| 242001 - | 2002 OA15                | 18 luglio 2002    | LINEAR                   |
| 242002 - | 2002 PX1                 | 4 agosto 2002     | Broughton, J.            |
| 242003 - | 2002 PZ19                | 6 agosto 2002     | NEAT                     |
| 242004 - | 2002 PW37                | 5 agosto 2002     | NEAT                     |
| 242005 - | 2002 PS70                | 11 agosto 2002    | LINEAR                   |
| 242006 - | 2002 PM72                | 12 agosto 2002    | LINEAR                   |
| 242007 - | 2002 PP73                | 12 agosto 2002    | LINEAR                   |
| 242008 - | 2002 PY81                | 9 agosto 2002     | LINEAR                   |
| 242009 - | 2002 PO87                | 13 agosto 2002    | LINEAR                   |
| 242010 - | 2002 PN91                | 14 agosto 2002    | LINEAR                   |
| 242011 - | 2002 PP93                | 14 agosto 2002    | NEAT                     |
| 242012 - | 2002 PV110               | 13 agosto 2002    | LONEOS                   |
| 242013 - | 2002 PJ116               | 14 agosto 2002    | NEAT                     |
| 242014 - | 2002 PW139               | 13 agosto 2002    | LINEAR                   |
| 242015 - | 2002 PJ160               | 8 agosto 2002     | Hönig, S. F.             |
| 242016 - | 2002 PZ160               | 8 agosto 2002     | Hönig, S. F.             |
| 242017 - | 2002 PF185               | 7 agosto 2002     | NEAT                     |
| 242018 - | 2002 QK                  | 16 agosto 2002    | LONEOS                   |
| 242019 - | 2002 QD1                 | 16 agosto 2002    | NEAT                     |
| 242020 - | 2002 QW9                 | 20 agosto 2002    | NEAT                     |
| 242021 - | 2002 QD14                | 26 agosto 2002    | NEAT                     |
| 242022 - | 2002 QH16                | 26 agosto 2002    | NEAT                     |
| 242023 - | 2002 QH33                | 29 agosto 2002    | NEAT                     |
| 242024 - | 2002 QB50                | 29 agosto 2002    | Matson, R.               |
| 242025 - | 2002 QP53                | 29 agosto 2002    | Hönig, S. F.             |
| 242026 - | 2002 QG60                | 16 agosto 2002    | NEAT                     |
| 242027 - | 2002 QX64                | 16 agosto 2002    | NEAT                     |
| 242028 - | 2002 QY68                | 17 agosto 2002    | NEAT                     |
| 242029 - | 2002 QM75                | 30 agosto 2002    | NEAT                     |
| 242030 - | 2002 QG81                | 16 agosto 2002    | NEAT                     |
| 242031 - | 2002 QB94                | 18 agosto 2002    | NEAT                     |
| 242032 - | 2002 QH120               | 30 agosto 2002    | NEAT                     |
| 242033 - | 2002 QF123               | 27 agosto 2002    | NEAT                     |
| 242034 - | 2002 QK124               | 16 agosto 2002    | NEAT                     |
| 242035 - | 2002 QV135               | 30 agosto 2002    | NEAT                     |
| 242036 - | 2002 RZ32                | 4 settembre 2002  | LONEOS                   |
| 242037 - | 2002 RJ33                | 4 settembre 2002  | LONEOS                   |
| 242038 - | 2002 RZ38                | 5 settembre 2002  | LONEOS                   |
| 242039 - | 2002 RC61                | 5 settembre 2002  | LONEOS                   |
| 242040 - | 2002 RF71                | 4 settembre 2002  | NEAT                     |
| 242041 - | 2002 RH99                | 5 settembre 2002  | LINEAR                   |
| 242042 - | 2002 RK114               | 5 settembre 2002  | LINEAR                   |
| 242043 - | 2002 RA122               | 8 settembre 2002  | NEAT                     |
| 242044 - | 2002 RH132               | 11 settembre 2002 | NEAT                     |
| 242045 - | 2002 RJ135               | 10 settembre 2002 | NEAT                     |
| 242046 - | 2002 RX139               | 10 settembre 2002 | NEAT                     |
| 242047 - | 2002 RD140               | 10 settembre 2002 | NEAT                     |
| 242048 - | 2002 RF143               | 11 settembre 2002 | NEAT                     |
| 242049 - | 2002 RR144               | 11 settembre 2002 | NEAT                     |
| 242050 - | 2002 RZ203               | 14 settembre 2002 | NEAT                     |
| 242051 - | 2002 RF222               | 15 settembre 2002 | NEAT                     |
| 242052 - | 2002 RE229               | 14 settembre 2002 | NEAT                     |
| 242053 - | 2002 RV244               | 14 settembre 2002 | NEAT                     |
| 242054 - | 2002 RJ248               | 14 settembre 2002 | NEAT                     |
| 242055 - | 2002 RO255               | 3 settembre 2002  | NEAT                     |
| 242056 - | 2002 RX260               | 10 settembre 2002 | NEAT                     |
| 242057 - | 2002 SB3                 | 27 settembre 2002 | NEAT                     |
| 242058 - | 2002 SS19                | 27 settembre 2002 | LINEAR                   |
| 242059 - | 2002 ST30                | 28 settembre 2002 | NEAT                     |
| 242060 - | 2002 SR31                | 28 settembre 2002 | NEAT                     |
| 242061 - | 2002 SO73                | 16 settembre 2002 | NEAT                     |
| 242062 - | 2002 TE3                 | 1 ottobre 2002    | LONEOS                   |
| 242063 - | 2002 TN17                | 2 ottobre 2002    | LINEAR                   |
| 242064 - | 2002 TF44                | 2 ottobre 2002    | LINEAR                   |
| 242065 - | 2002 TQ50                | 2 ottobre 2002    | LINEAR                   |
| 242066 - | 2002 TS55                | 2 ottobre 2002    | NEAT                     |
| 242067 - | 2002 TF70                | 2 ottobre 2002    | CINEOS                   |
| 242068 - | 2002 TY78                | 1 ottobre 2002    | LINEAR                   |
| 242069 - | 2002 TE91                | 3 ottobre 2002    | NEAT                     |
| 242070 - | 2002 TP130               | 4 ottobre 2002    | LINEAR                   |
| 242071 - | 2002 TR135               | 4 ottobre 2002    | NEAT                     |
| 242072 - | 2002 TM136               | 4 ottobre 2002    | LONEOS                   |
| 242073 - | 2002 TD164               | 5 ottobre 2002    | NEAT                     |
| 242074 - | 2002 TN171               | 3 ottobre 2002    | NEAT                     |
| 242075 - | 2002 TD176               | 4 ottobre 2002    | LONEOS                   |
| 242076 - | 2002 TG179               | 13 ottobre 2002   | NEAT                     |
| 242077 - | 2002 TE187               | 4 ottobre 2002    | LINEAR                   |
| 242078 - | 2002 TH191               | 3 ottobre 2002    | NEAT                     |
| 242079 - | 2002 TK191               | 5 ottobre 2002    | LONEOS                   |
| 242080 - | 2002 TW192               | 3 ottobre 2002    | Spacewatch               |
| 242081 - | 2002 TG212               | 7 ottobre 2002    | NEAT                     |
| 242082 - | 2002 TV216               | 6 ottobre 2002    | NEAT                     |
| 242083 - | 2002 TT221               | 7 ottobre 2002    | LINEAR                   |
| 242084 - | 2002 TQ226               | 8 ottobre 2002    | LONEOS                   |
| 242085 - | 2002 TT236               | 6 ottobre 2002    | LINEAR                   |
| 242086 - | 2002 TY277               | 10 ottobre 2002   | LINEAR                   |
| 242087 - | 2002 TQ279               | 10 ottobre 2002   | LINEAR                   |
| 242088 - | 2002 TG290               | 10 ottobre 2002   | LINEAR                   |
| 242089 - | 2002 TC293               | 10 ottobre 2002   | LINEAR                   |
| 242090 - | 2002 TH295               | 13 ottobre 2002   | NEAT                     |
| 242091 - | 2002 TW298               | 12 ottobre 2002   | LINEAR                   |
| 242092 - | 2002 TK300               | 15 ottobre 2002   | NEAT                     |
| 242093 - | 2002 TP356               | 10 ottobre 2002   | Sloan Digital Sky Survey |
| 242094 - | 2002 TW359               | 10 ottobre 2002   | Sloan Digital Sky Survey |
| 242095 - | 2002 TN376               | 4 ottobre 2002    | Sloan Digital Sky Survey |
| 242096 - | 2002 UB9                 | 28 ottobre 2002   | NEAT                     |
| 242097 - | 2002 US16                | 30 ottobre 2002   | NEAT                     |
| 242098 - | 2002 UE23                | 30 ottobre 2002   | NEAT                     |
| 242099 - | 2002 UZ26                | 31 ottobre 2002   | LONEOS                   |
| 242100 - | 2002 UR34                | 31 ottobre 2002   | LONEOS                   |

## 242101-242200
| Nome     | Designazione provvisoria | Data di scoperta | Scopritore               |
| -------- | ------------------------ | ---------------- | ------------------------ |
| 242101 - | 2002 US35                | 31 ottobre 2002  | NEAT                     |
| 242102 - | 2002 UZ40                | 31 ottobre 2002  | NEAT                     |
| 242103 - | 2002 UL57                | 29 ottobre 2002  | Sloan Digital Sky Survey |
| 242104 - | 2002 VR12                | 4 novembre 2002  | LONEOS                   |
| 242105 - | 2002 VN13                | 4 novembre 2002  | Spacewatch               |
| 242106 - | 2002 VJ29                | 5 novembre 2002  | LINEAR                   |
| 242107 - | 2002 VJ39                | 5 novembre 2002  | LINEAR                   |
| 242108 - | 2002 VO40                | 6 novembre 2002  | LINEAR                   |
| 242109 - | 2002 VL69                | 8 novembre 2002  | LINEAR                   |
| 242110 - | 2002 VW70                | 7 novembre 2002  | LINEAR                   |
| 242111 - | 2002 VU75                | 7 novembre 2002  | LINEAR                   |
| 242112 - | 2002 VO89                | 11 novembre 2002 | LINEAR                   |
| 242113 - | 2002 VN95                | 11 novembre 2002 | LINEAR                   |
| 242114 - | 2002 VO105               | 12 novembre 2002 | LINEAR                   |
| 242115 - | 2002 VV112               | 13 novembre 2002 | NEAT                     |
| 242116 - | 2002 VH129               | 6 novembre 2002  | LINEAR                   |
| 242117 - | 2002 VW135               | 7 novembre 2002  | Buie, M. W.              |
| 242118 - | 2002 VG140               | 13 novembre 2002 | NEAT                     |
| 242119 - | 2002 VH143               | 5 novembre 2002  | NEAT                     |
| 242120 - | 2002 VR144               | 4 novembre 2002  | NEAT                     |
| 242121 - | 2002 WZ3                 | 24 novembre 2002 | NEAT                     |
| 242122 - | 2002 WR12                | 27 novembre 2002 | LONEOS                   |
| 242123 - | 2002 WL17                | 30 novembre 2002 | LINEAR                   |
| 242124 - | 2002 WD18                | 30 novembre 2002 | LINEAR                   |
| 242125 - | 2002 WL18                | 30 novembre 2002 | LINEAR                   |
| 242126 - | 2002 XX10                | 3 dicembre 2002  | NEAT                     |
| 242127 - | 2002 XK19                | 2 dicembre 2002  | LINEAR                   |
| 242128 - | 2002 XA42                | 6 dicembre 2002  | LINEAR                   |
| 242129 - | 2002 XN45                | 10 dicembre 2002 | LINEAR                   |
| 242130 - | 2002 XM49                | 10 dicembre 2002 | LINEAR                   |
| 242131 - | 2002 XM66                | 10 dicembre 2002 | LINEAR                   |
| 242132 - | 2002 XO71                | 10 dicembre 2002 | NEAT                     |
| 242133 - | 2002 YG8                 | 31 dicembre 2002 | LONEOS                   |
| 242134 - | 2002 YA23                | 31 dicembre 2002 | LINEAR                   |
| 242135 - | 2003 AQ4                 | 1 gennaio 2003   | McClusky, J. V.          |
| 242136 - | 2003 AX20                | 5 gennaio 2003   | LINEAR                   |
| 242137 - | 2003 AO23                | 4 gennaio 2003   | LINEAR                   |
| 242138 - | 2003 AU31                | 5 gennaio 2003   | LINEAR                   |
| 242139 - | 2003 AW56                | 5 gennaio 2003   | LINEAR                   |
| 242140 - | 2003 AP66                | 7 gennaio 2003   | LINEAR                   |
| 242141 - | 2003 AY93                | 15 gennaio 2003  | NEAT                     |
| 242142 - | 2003 AG94                | 7 gennaio 2003   | LINEAR                   |
| 242143 - | 2003 BX                  | 24 gennaio 2003  | NEAT                     |
| 242144 - | 2003 BS26                | 26 gennaio 2003  | LONEOS                   |
| 242145 - | 2003 BX59                | 27 gennaio 2003  | NEAT                     |
| 242146 - | 2003 BM83                | 31 gennaio 2003  | LINEAR                   |
| 242147 - | 2003 BH84                | 25 gennaio 2003  | Boattini, A., Scholl, H. |
| 242148 - | 2003 CR4                 | 1 febbraio 2003  | LONEOS                   |
| 242149 - | 2003 CP5                 | 1 febbraio 2003  | LINEAR                   |
| 242150 - | 2003 CW9                 | 2 febbraio 2003  | LINEAR                   |
| 242151 - | 2003 CF15                | 4 febbraio 2003  | LINEAR                   |
| 242152 - | 2003 DR1                 | 21 febbraio 2003 | NEAT                     |
| 242153 - | 2003 DH10                | 23 febbraio 2003 | Mikuž, H.                |
| 242154 - | 2003 EA27                | 6 marzo 2003     | LONEOS                   |
| 242155 - | 2003 EV38                | 8 marzo 2003     | LONEOS                   |
| 242156 - | 2003 EA41                | 8 marzo 2003     | NEAT                     |
| 242157 - | 2003 FV                  | 20 marzo 2003    | NEAT                     |
| 242158 - | 2003 FZ8                 | 31 marzo 2003    | NEAT                     |
| 242159 - | 2003 FK28                | 24 marzo 2003    | NEAT                     |
| 242160 - | 2003 FO36                | 23 marzo 2003    | Spacewatch               |
| 242161 - | 2003 FO42                | 23 marzo 2003    | Spacewatch               |
| 242162 - | 2003 FD88                | 28 marzo 2003    | Spacewatch               |
| 242163 - | 2003 FB94                | 29 marzo 2003    | LONEOS                   |
| 242164 - | 2003 FF98                | 30 marzo 2003    | Spacewatch               |
| 242165 - | 2003 FJ102               | 31 marzo 2003    | LONEOS                   |
| 242166 - | 2003 FJ103               | 24 marzo 2003    | Spacewatch               |
| 242167 - | 2003 FA107               | 29 marzo 2003    | LONEOS                   |
| 242168 - | 2003 GY10                | 1 aprile 2003    | LINEAR                   |
| 242169 - | 2003 GD17                | 5 aprile 2003    | NEAT                     |
| 242170 - | 2003 GD49                | 9 aprile 2003    | Spacewatch               |
| 242171 - | 2003 GG51                | 8 aprile 2003    | NEAT                     |
| 242172 - | 2003 GH53                | 12 aprile 2003   | Pauwels, T.              |
| 242173 - | 2003 GT55                | 7 aprile 2003    | LINEAR                   |
| 242174 - | 2003 HK2                 | 25 aprile 2003   | LINEAR                   |
| 242175 - | 2003 HY14                | 26 aprile 2003   | NEAT                     |
| 242176 - | 2003 HX19                | 26 aprile 2003   | NEAT                     |
| 242177 - | 2003 HN24                | 25 aprile 2003   | Spacewatch               |
| 242178 - | 2003 HV31                | 28 aprile 2003   | LINEAR                   |
| 242179 - | 2003 HB46                | 27 aprile 2003   | LONEOS                   |
| 242180 - | 2003 HO46                | 28 aprile 2003   | LINEAR                   |
| 242181 - | 2003 HS47                | 29 aprile 2003   | Spacewatch               |
| 242182 - | 2003 HQ52                | 29 aprile 2003   | LONEOS                   |
| 242183 - | 2003 HJ54                | 24 aprile 2003   | LONEOS                   |
| 242184 - | 2003 HY54                | 25 aprile 2003   | CINEOS                   |
| 242185 - | 2003 JV1                 | 1 maggio 2003    | Spacewatch               |
| 242186 - | 2003 KO9                 | 25 maggio 2003   | Broughton, J.            |
| 242187 - | 2003 KR18                | 30 maggio 2003   | LINEAR                   |
| 242188 - | 2003 MO2                 | 25 giugno 2003   | NEAT                     |
| 242189 - | 2003 MM5                 | 26 giugno 2003   | LINEAR                   |
| 242190 - | 2003 MB13                | 23 giugno 2003   | LONEOS                   |
| 242191 - | 2003 NZ6                 | 9 luglio 2003    | LINEAR                   |
| 242192 - | 2003 NU12                | 1 luglio 2003    | LINEAR                   |
| 242193 - | 2003 OU1                 | 21 luglio 2003   | CINEOS                   |
| 242194 - | 2003 OS19                | 30 luglio 2003   | CINEOS                   |
| 242195 - | 2003 PC6                 | 1 agosto 2003    | LINEAR                   |
| 242196 - | 2003 PT9                 | 1 agosto 2003    | LINEAR                   |
| 242197 - | 2003 PJ11                | 4 agosto 2003    | Dellinger, J.            |
| 242198 - | 2003 QJ12                | 22 agosto 2003   | NEAT                     |
| 242199 - | 2003 QF16                | 20 agosto 2003   | NEAT                     |
| 242200 - | 2003 QA19                | 22 agosto 2003   | LINEAR                   |

## 242201-242300
| Nome     | Designazione provvisoria | Data di scoperta  | Scopritore               |
| -------- | ------------------------ | ----------------- | ------------------------ |
| 242201 - | 2003 QC19                | 22 agosto 2003    | LINEAR                   |
| 242202 - | 2003 QE20                | 22 agosto 2003    | NEAT                     |
| 242203 - | 2003 QA25                | 22 agosto 2003    | NEAT                     |
| 242204 - | 2003 QC27                | 22 agosto 2003    | CINEOS                   |
| 242205 - | 2003 QX31                | 21 agosto 2003    | NEAT                     |
| 242206 - | 2003 QS36                | 22 agosto 2003    | LINEAR                   |
| 242207 - | 2003 QS39                | 22 agosto 2003    | LINEAR                   |
| 242208 - | 2003 QY65                | 25 agosto 2003    | LINEAR                   |
| 242209 - | 2003 QH71                | 23 agosto 2003    | NEAT                     |
| 242210 - | 2003 QT78                | 24 agosto 2003    | LINEAR                   |
| 242211 - | 2003 QB90                | 26 agosto 2003    | LINEAR                   |
| 242212 - | 2003 QZ105               | 30 agosto 2003    | Spacewatch               |
| 242213 - | 2003 QJ114               | 22 agosto 2003    | NEAT                     |
| 242214 - | 2003 RS4                 | 3 settembre 2003  | LINEAR                   |
| 242215 - | 2003 RA10                | 5 settembre 2003  | Payer, T.                |
| 242216 - | 2003 RN10                | 13 settembre 2003 | LONEOS                   |
| 242217 - | 2003 RJ13                | 15 settembre 2003 | NEAT                     |
| 242218 - | 2003 RS16                | 14 settembre 2003 | NEAT                     |
| 242219 - | 2003 RZ22                | 15 settembre 2003 | NEAT                     |
| 242220 - | 2003 RM24                | 15 settembre 2003 | LONEOS                   |
| 242221 - | 2003 SL3                 | 16 settembre 2003 | NEAT                     |
| 242222 - | 2003 SQ14                | 17 settembre 2003 | Spacewatch               |
| 242223 - | 2003 SR24                | 17 settembre 2003 | LINEAR                   |
| 242224 - | 2003 SV45                | 16 settembre 2003 | LONEOS                   |
| 242225 - | 2003 SE51                | 18 settembre 2003 | NEAT                     |
| 242226 - | 2003 SY75                | 18 settembre 2003 | Spacewatch               |
| 242227 - | 2003 SC77                | 19 settembre 2003 | Spacewatch               |
| 242228 - | 2003 SN80                | 19 settembre 2003 | NEAT                     |
| 242229 - | 2003 SW87                | 17 settembre 2003 | NEAT                     |
| 242230 - | 2003 SZ96                | 19 settembre 2003 | NEAT                     |
| 242231 - | 2003 SA103               | 20 settembre 2003 | Spacewatch               |
| 242232 - | 2003 SJ118               | 16 settembre 2003 | NEAT                     |
| 242233 - | 2003 SV119               | 17 settembre 2003 | Spacewatch               |
| 242234 - | 2003 SL129               | 20 settembre 2003 | Crni Vrh                 |
| 242235 - | 2003 SM129               | 20 settembre 2003 | Klet                     |
| 242236 - | 2003 SE140               | 19 settembre 2003 | CINEOS                   |
| 242237 - | 2003 SW148               | 16 settembre 2003 | Spacewatch               |
| 242238 - | 2003 SW157               | 20 settembre 2003 | LINEAR                   |
| 242239 - | 2003 SE165               | 20 settembre 2003 | LONEOS                   |
| 242240 - | 2003 SA174               | 18 settembre 2003 | LINEAR                   |
| 242241 - | 2003 SG179               | 19 settembre 2003 | NEAT                     |
| 242242 - | 2003 SK180               | 19 settembre 2003 | Spacewatch               |
| 242243 - | 2003 SB207               | 26 settembre 2003 | LINEAR                   |
| 242244 - | 2003 SW217               | 28 settembre 2003 | Ball, L.                 |
| 242245 - | 2003 SJ220               | 27 settembre 2003 | Spacewatch               |
| 242246 - | 2003 SN222               | 28 settembre 2003 | Yeung, W. K. Y.          |
| 242247 - | 2003 SC226               | 26 settembre 2003 | LINEAR                   |
| 242248 - | 2003 ST233               | 25 settembre 2003 | NEAT                     |
| 242249 - | 2003 SV244               | 26 settembre 2003 | LINEAR                   |
| 242250 - | 2003 SP248               | 26 settembre 2003 | LINEAR                   |
| 242251 - | 2003 SU252               | 26 settembre 2003 | Yeung, W. K. Y.          |
| 242252 - | 2003 SQ258               | 28 settembre 2003 | Spacewatch               |
| 242253 - | 2003 SD261               | 27 settembre 2003 | LINEAR                   |
| 242254 - | 2003 SC269               | 25 settembre 2003 | Pauwels, T.              |
| 242255 - | 2003 SF270               | 24 settembre 2003 | NEAT                     |
| 242256 - | 2003 SC282               | 19 settembre 2003 | LONEOS                   |
| 242257 - | 2003 SU283               | 20 settembre 2003 | LINEAR                   |
| 242258 - | 2003 SY296               | 16 settembre 2003 | NEAT                     |
| 242259 - | 2003 SS298               | 18 settembre 2003 | NEAT                     |
| 242260 - | 2003 SE301               | 17 settembre 2003 | NEAT                     |
| 242261 - | 2003 SM312               | 16 settembre 2003 | NEAT                     |
| 242262 - | 2003 SY321               | 26 settembre 2003 | LINEAR                   |
| 242263 - | 2003 SN322               | 30 settembre 2003 | LINEAR                   |
| 242264 - | 2003 SY327               | 19 settembre 2003 | CINEOS                   |
| 242265 - | 2003 SO332               | 28 settembre 2003 | LINEAR                   |
| 242266 - | 2003 SD389               | 26 settembre 2003 | Sloan Digital Sky Survey |
| 242267 - | 2003 TF3                 | 1 ottobre 2003    | Spacewatch               |
| 242268 - | 2003 TJ38                | 2 ottobre 2003    | Spacewatch               |
| 242269 - | 2003 TN51                | 5 ottobre 2003    | LINEAR                   |
| 242270 - | 2003 TJ55                | 5 ottobre 2003    | Spacewatch               |
| 242271 - | 2003 UT13                | 21 ottobre 2003   | LINEAR                   |
| 242272 - | 2003 UE38                | 17 ottobre 2003   | Spacewatch               |
| 242273 - | 2003 US42                | 17 ottobre 2003   | Spacewatch               |
| 242274 - | 2003 UA53                | 18 ottobre 2003   | NEAT                     |
| 242275 - | 2003 UH53                | 18 ottobre 2003   | NEAT                     |
| 242276 - | 2003 UW63                | 16 ottobre 2003   | LONEOS                   |
| 242277 - | 2003 UZ67                | 16 ottobre 2003   | NEAT                     |
| 242278 - | 2003 UN82                | 19 ottobre 2003   | LINEAR                   |
| 242279 - | 2003 UK90                | 20 ottobre 2003   | Spacewatch               |
| 242280 - | 2003 UC100               | 19 ottobre 2003   | NEAT                     |
| 242281 - | 2003 UD100               | 19 ottobre 2003   | NEAT                     |
| 242282 - | 2003 UT126               | 20 ottobre 2003   | NEAT                     |
| 242283 - | 2003 UO127               | 21 ottobre 2003   | Spacewatch               |
| 242284 - | 2003 US133               | 20 ottobre 2003   | LINEAR                   |
| 242285 - | 2003 UJ141               | 18 ottobre 2003   | LONEOS                   |
| 242286 - | 2003 US148               | 19 ottobre 2003   | Spacewatch               |
| 242287 - | 2003 UW155               | 20 ottobre 2003   | Spacewatch               |
| 242288 - | 2003 UY157               | 20 ottobre 2003   | NEAT                     |
| 242289 - | 2003 UA174               | 21 ottobre 2003   | Spacewatch               |
| 242290 - | 2003 UK189               | 22 ottobre 2003   | Spacewatch               |
| 242291 - | 2003 UA198               | 21 ottobre 2003   | LONEOS                   |
| 242292 - | 2003 UU218               | 21 ottobre 2003   | LINEAR                   |
| 242293 - | 2003 UY280               | 28 ottobre 2003   | LINEAR                   |
| 242294 - | 2003 UV289               | 23 ottobre 2003   | Buie, M. W.              |
| 242295 - | 2003 UP294               | 16 ottobre 2003   | Spacewatch               |
| 242296 - | 2003 UH299               | 16 ottobre 2003   | Spacewatch               |
| 242297 - | 2003 US345               | 19 ottobre 2003   | Sloan Digital Sky Survey |
| 242298 - | 2003 UT348               | 19 ottobre 2003   | Sloan Digital Sky Survey |
| 242299 - | 2003 UU371               | 22 ottobre 2003   | Sloan Digital Sky Survey |
| 242300 - | 2003 WG22                | 19 novembre 2003  | NEAT                     |

## 242301-242400
| Nome     | Designazione provvisoria | Data di scoperta | Scopritore       |
| -------- | ------------------------ | ---------------- | ---------------- |
| 242301 - | 2003 WD27                | 16 novembre 2003 | Spacewatch       |
| 242302 - | 2003 WV29                | 18 novembre 2003 | Spacewatch       |
| 242303 - | 2003 WM58                | 18 novembre 2003 | Spacewatch       |
| 242304 - | 2003 WL70                | 20 novembre 2003 | Spacewatch       |
| 242305 - | 2003 WR72                | 20 novembre 2003 | LINEAR           |
| 242306 - | 2003 WR78                | 20 novembre 2003 | LINEAR           |
| 242307 - | 2003 WC80                | 20 novembre 2003 | LINEAR           |
| 242308 - | 2003 WA89                | 16 novembre 2003 | CSS              |
| 242309 - | 2003 WG90                | 16 novembre 2003 | Spacewatch       |
| 242310 - | 2003 WN97                | 19 novembre 2003 | LONEOS           |
| 242311 - | 2003 WX103               | 21 novembre 2003 | LINEAR           |
| 242312 - | 2003 WU104               | 21 novembre 2003 | LINEAR           |
| 242313 - | 2003 WF116               | 20 novembre 2003 | LINEAR           |
| 242314 - | 2003 WF125               | 20 novembre 2003 | LINEAR           |
| 242315 - | 2003 WR125               | 20 novembre 2003 | LINEAR           |
| 242316 - | 2003 WH141               | 21 novembre 2003 | LINEAR           |
| 242317 - | 2003 WW141               | 21 novembre 2003 | LINEAR           |
| 242318 - | 2003 WR153               | 28 novembre 2003 | LONEOS           |
| 242319 - | 2003 WA167               | 18 novembre 2003 | Spacewatch       |
| 242320 - | 2003 WH168               | 19 novembre 2003 | NEAT             |
| 242321 - | 2003 WB170               | 20 novembre 2003 | CSS              |
| 242322 - | 2003 WO172               | 30 novembre 2003 | Spacewatch       |
| 242323 - | 2003 YE12                | 17 dicembre 2003 | LINEAR           |
| 242324 - | 2003 YY12                | 17 dicembre 2003 | LONEOS           |
| 242325 - | 2003 YF23                | 17 dicembre 2003 | LONEOS           |
| 242326 - | 2003 YQ27                | 17 dicembre 2003 | Spacewatch       |
| 242327 - | 2003 YD32                | 18 dicembre 2003 | LINEAR           |
| 242328 - | 2003 YH32                | 18 dicembre 2003 | LINEAR           |
| 242329 - | 2003 YL33                | 16 dicembre 2003 | LONEOS           |
| 242330 - | 2003 YP33                | 17 dicembre 2003 | Spacewatch       |
| 242331 - | 2003 YS56                | 19 dicembre 2003 | LINEAR           |
| 242332 - | 2003 YJ62                | 19 dicembre 2003 | LINEAR           |
| 242333 - | 2003 YA70                | 21 dicembre 2003 | LINEAR           |
| 242334 - | 2003 YP73                | 18 dicembre 2003 | LINEAR           |
| 242335 - | 2003 YB74                | 18 dicembre 2003 | LINEAR           |
| 242336 - | 2003 YN103               | 20 dicembre 2003 | LINEAR           |
| 242337 - | 2003 YB106               | 22 dicembre 2003 | LINEAR           |
| 242338 - | 2003 YS114               | 25 dicembre 2003 | NEAT             |
| 242339 - | 2003 YX115               | 27 dicembre 2003 | CSS              |
| 242340 - | 2003 YV128               | 27 dicembre 2003 | LINEAR           |
| 242341 - | 2003 YN139               | 28 dicembre 2003 | LINEAR           |
| 242342 - | 2003 YL159               | 17 dicembre 2003 | LINEAR           |
| 242343 - | 2003 YU164               | 17 dicembre 2003 | Spacewatch       |
| 242344 - | 2004 AW8                 | 14 gennaio 2004  | NEAT             |
| 242345 - | 2004 AB10                | 15 gennaio 2004  | Spacewatch       |
| 242346 - | 2004 BH2                 | 16 gennaio 2004  | NEAT             |
| 242347 - | 2004 BO2                 | 16 gennaio 2004  | NEAT             |
| 242348 - | 2004 BU21                | 19 gennaio 2004  | LONEOS           |
| 242349 - | 2004 BB33                | 19 gennaio 2004  | Spacewatch       |
| 242350 - | 2004 BM38                | 20 gennaio 2004  | LINEAR           |
| 242351 - | 2004 BB66                | 22 gennaio 2004  | LINEAR           |
| 242352 - | 2004 BJ72                | 23 gennaio 2004  | LINEAR           |
| 242353 - | 2004 BL83                | 28 gennaio 2004  | LINEAR           |
| 242354 - | 2004 BP86                | 28 gennaio 2004  | CSS              |
| 242355 - | 2004 BQ86                | 28 gennaio 2004  | CSS              |
| 242356 - | 2004 BK88                | 23 gennaio 2004  | LINEAR           |
| 242357 - | 2004 BA99                | 27 gennaio 2004  | Spacewatch       |
| 242358 - | 2004 BR103               | 29 gennaio 2004  | LONEOS           |
| 242359 - | 2004 BV144               | 19 gennaio 2004  | LINEAR           |
| 242360 - | 2004 BV145               | 21 gennaio 2004  | LINEAR           |
| 242361 - | 2004 BZ149               | 17 gennaio 2004  | NEAT             |
| 242362 - | 2004 BR150               | 17 gennaio 2004  | NEAT             |
| 242363 - | 2004 CP14                | 11 febbraio 2004 | NEAT             |
| 242364 - | 2004 CX26                | 11 febbraio 2004 | LONEOS           |
| 242365 - | 2004 CM27                | 11 febbraio 2004 | NEAT             |
| 242366 - | 2004 CP29                | 12 febbraio 2004 | Spacewatch       |
| 242367 - | 2004 CK32                | 12 febbraio 2004 | Spacewatch       |
| 242368 - | 2004 CN36                | 12 febbraio 2004 | Spacewatch       |
| 242369 - | 2004 CC60                | 11 febbraio 2004 | LONEOS           |
| 242370 - | 2004 CM74                | 11 febbraio 2004 | NEAT             |
| 242371 - | 2004 CO82                | 12 febbraio 2004 | Spacewatch       |
| 242372 - | 2004 CV93                | 11 febbraio 2004 | NEAT             |
| 242373 - | 2004 CC103               | 12 febbraio 2004 | NEAT             |
| 242374 - | 2004 CV107               | 14 febbraio 2004 | Spacewatch       |
| 242375 - | 2004 CF120               | 12 febbraio 2004 | Spacewatch       |
| 242376 - | 2004 DT30                | 17 febbraio 2004 | LINEAR           |
| 242377 - | 2004 DY35                | 19 febbraio 2004 | LINEAR           |
| 242378 - | 2004 DL40                | 22 febbraio 2004 | Spacewatch       |
| 242379 - | 2004 DP49                | 20 febbraio 2004 | NEAT             |
| 242380 - | 2004 DL58                | 23 febbraio 2004 | LINEAR           |
| 242381 - | 2004 DP58                | 23 febbraio 2004 | LINEAR           |
| 242382 - | 2004 DG60                | 26 febbraio 2004 | LINEAR           |
| 242383 - | 2004 EX1                 | 11 marzo 2004    | NEAT             |
| 242384 - | 2004 EN16                | 12 marzo 2004    | NEAT             |
| 242385 - | 2004 EM25                | 13 marzo 2004    | NEAT             |
| 242386 - | 2004 EK34                | 12 marzo 2004    | NEAT             |
| 242387 - | 2004 EY56                | 15 marzo 2004    | Spacewatch       |
| 242388 - | 2004 ER65                | 14 marzo 2004    | LINEAR           |
| 242389 - | 2004 EA94                | 15 marzo 2004    | LINEAR           |
| 242390 - | 2004 EZ102               | 15 marzo 2004    | Spacewatch       |
| 242391 - | 2004 EY107               | 15 marzo 2004    | Spacewatch       |
| 242392 - | 2004 FA9                 | 16 marzo 2004    | LINEAR           |
| 242393 - | 2004 FO18                | 26 marzo 2004    | Deep Lens Survey |
| 242394 - | 2004 FA40                | 18 marzo 2004    | LINEAR           |
| 242395 - | 2004 FU43                | 16 marzo 2004    | Spacewatch       |
| 242396 - | 2004 FN45                | 16 marzo 2004    | LINEAR           |
| 242397 - | 2004 FD46                | 17 marzo 2004    | LINEAR           |
| 242398 - | 2004 FP85                | 18 marzo 2004    | Spacewatch       |
| 242399 - | 2004 FZ86                | 19 marzo 2004    | NEAT             |
| 242400 - | 2004 FR104               | 23 marzo 2004    | LINEAR           |

## 242401-242500
| Nome               | Designazione provvisoria | Data di scoperta  | Scopritore                        |
| ------------------ | ------------------------ | ----------------- | --------------------------------- |
| 242401 -           | 2004 FV104               | 23 marzo 2004     | LINEAR                            |
| 242402 -           | 2004 FC108               | 23 marzo 2004     | LINEAR                            |
| 242403 -           | 2004 FU112               | 26 marzo 2004     | CSS                               |
| 242404 -           | 2004 FP122               | 26 marzo 2004     | LINEAR                            |
| 242405 -           | 2004 FY136               | 28 marzo 2004     | LINEAR                            |
| 242406 -           | 2004 FT147               | 16 marzo 2004     | NEAT                              |
| 242407 -           | 2004 FJ148               | 26 marzo 2004     | Spacewatch                        |
| 242408 -           | 2004 FY156               | 17 marzo 2004     | Spacewatch                        |
| 242409 -           | 2004 GX5                 | 12 aprile 2004    | NEAT                              |
| 242410 -           | 2004 GB12                | 12 aprile 2004    | CSS                               |
| 242411 -           | 2004 GA13                | 11 aprile 2004    | NEAT                              |
| 242412 -           | 2004 GM13                | 13 aprile 2004    | NEAT                              |
| 242413 -           | 2004 GH15                | 14 aprile 2004    | LINEAR                            |
| 242414 -           | 2004 GJ28                | 14 aprile 2004    | LINEAR                            |
| 242415 -           | 2004 GX28                | 14 aprile 2004    | Reddy, V.                         |
| 242416 -           | 2004 GW33                | 12 aprile 2004    | NEAT                              |
| 242417 -           | 2004 GY41                | 14 aprile 2004    | LONEOS                            |
| 242418 -           | 2004 GV73                | 11 aprile 2004    | Bickel, W.                        |
| 242419 -           | 2004 HJ19                | 19 aprile 2004    | LINEAR                            |
| 242420 -           | 2004 HJ25                | 19 aprile 2004    | LINEAR                            |
| 242421 -           | 2004 HB38                | 23 aprile 2004    | Spacewatch                        |
| 242422 -           | 2004 HW60                | 20 aprile 2004    | LINEAR                            |
| 242423 -           | 2004 HH66                | 20 aprile 2004    | Spacewatch                        |
| 242424 -           | 2004 JO42                | 15 maggio 2004    | LINEAR                            |
| 242425 -           | 2004 LC16                | 12 giugno 2004    | LINEAR                            |
| 242426 -           | 2004 LY25                | 15 giugno 2004    | Spacewatch                        |
| 242427 -           | 2004 NW11                | 11 luglio 2004    | LINEAR                            |
| 242428 -           | 2004 NP19                | 14 luglio 2004    | LINEAR                            |
| 242429 -           | 2004 NV20                | 14 luglio 2004    | LINEAR                            |
| 242430 -           | 2004 NW20                | 14 luglio 2004    | LINEAR                            |
| 242431 -           | 2004 NT26                | 11 luglio 2004    | LINEAR                            |
| 242432 -           | 2004 NE28                | 11 luglio 2004    | LINEAR                            |
| 242433 -           | 2004 NF28                | 11 luglio 2004    | LINEAR                            |
| 242434 -           | 2004 NK29                | 14 luglio 2004    | LINEAR                            |
| 242435 -           | 2004 ND30                | 15 luglio 2004    | Siding Spring Survey              |
| 242436 -           | 2004 OA2                 | 16 luglio 2004    | LINEAR                            |
| 242437 -           | 2004 OX4                 | 16 luglio 2004    | LINEAR                            |
| 242438 -           | 2004 PQ9                 | 6 agosto 2004     | CINEOS                            |
| 242439 -           | 2004 PO40                | 9 agosto 2004     | LINEAR                            |
| 242440 -           | 2004 PB47                | 8 agosto 2004     | NEAT                              |
| 242441 -           | 2004 PW47                | 8 agosto 2004     | LINEAR                            |
| 242442 -           | 2004 PL58                | 9 agosto 2004     | LINEAR                            |
| 242443 -           | 2004 PR60                | 9 agosto 2004     | LINEAR                            |
| 242444 -           | 2004 PR67                | 6 agosto 2004     | NEAT                              |
| 242445 -           | 2004 PP95                | 12 agosto 2004    | Broughton, J.                     |
| 242446 -           | 2004 PK96                | 11 agosto 2004    | Goodricke-Pigott                  |
| 242447 -           | 2004 PG106               | 14 agosto 2004    | CINEOS                            |
| 242448 -           | 2004 PR114               | 12 agosto 2004    | LINEAR                            |
| 242449 -           | 2004 QA1                 | 16 agosto 2004    | NEAT                              |
| 242450 -           | 2004 QY2                 | 20 agosto 2004    | Siding Spring Survey              |
| 242451 -           | 2004 QS14                | 21 agosto 2004    | CSS                               |
| 242452 -           | 2004 QB27                | 23 agosto 2004    | Spacewatch                        |
| 242453 -           | 2004 RH1                 | 4 settembre 2004  | NEAT                              |
| 242454 -           | 2004 RM32                | 7 settembre 2004  | LINEAR                            |
| 242455 -           | 2004 RV35                | 7 settembre 2004  | LINEAR                            |
| 242456 -           | 2004 RX62                | 8 settembre 2004  | LINEAR                            |
| 242457 -           | 2004 RC141               | 8 settembre 2004  | LINEAR                            |
| 242458 -           | 2004 RM158               | 10 settembre 2004 | LINEAR                            |
| 242459 -           | 2004 RU184               | 10 settembre 2004 | LINEAR                            |
| 242460 -           | 2004 RD196               | 10 settembre 2004 | LINEAR                            |
| 242461 -           | 2004 RD201               | 10 settembre 2004 | LINEAR                            |
| 242462 -           | 2004 RY232               | 9 settembre 2004  | Spacewatch                        |
| 242463 -           | 2004 RN235               | 10 settembre 2004 | LINEAR                            |
| 242464 -           | 2004 RB236               | 10 settembre 2004 | LINEAR                            |
| 242465 -           | 2004 RC238               | 10 settembre 2004 | Spacewatch                        |
| 242466 -           | 2004 RS321               | 13 settembre 2004 | LINEAR                            |
| 242467 -           | 2004 RP345               | 4 settembre 2004  | NEAT                              |
| 242468 -           | 2004 SA3                 | 17 settembre 2004 | Sárneczky, K.                     |
| 242469 -           | 2004 SN45                | 18 settembre 2004 | LINEAR                            |
| 242470 -           | 2004 SZ45                | 18 settembre 2004 | LINEAR                            |
| 242471 -           | 2004 SB53                | 22 settembre 2004 | LINEAR                            |
| 242472 -           | 2004 SO60                | 16 settembre 2004 | Spacewatch                        |
| 242473 -           | 2004 TG27                | 4 ottobre 2004    | Spacewatch                        |
| 242474 -           | 2004 TT32                | 4 ottobre 2004    | Spacewatch                        |
| 242475 -           | 2004 TL41                | 4 ottobre 2004    | Spacewatch                        |
| 242476 -           | 2004 TT42                | 4 ottobre 2004    | Spacewatch                        |
| 242477 -           | 2004 TH49                | 4 ottobre 2004    | Spacewatch                        |
| 242478 -           | 2004 TZ57                | 5 ottobre 2004    | Spacewatch                        |
| 242479 Marijampole | 2004 TF115               | 12 ottobre 2004   | Cernis, K., Zdanavicius, J.       |
| 242480 -           | 2004 TZ157               | 6 ottobre 2004    | Spacewatch                        |
| 242481 -           | 2004 TW220               | 7 ottobre 2004    | NEAT                              |
| 242482 -           | 2004 TE288               | 9 ottobre 2004    | Spacewatch                        |
| 242483 -           | 2004 TF308               | 10 ottobre 2004   | LINEAR                            |
| 242484 -           | 2004 TU323               | 11 ottobre 2004   | Spacewatch                        |
| 242485 -           | 2004 TB342               | 13 ottobre 2004   | Spacewatch                        |
| 242486 -           | 2004 UY7                 | 21 ottobre 2004   | LINEAR                            |
| 242487 -           | 2004 VV8                 | 3 novembre 2004   | LONEOS                            |
| 242488 -           | 2004 VJ24                | 7 novembre 2004   | Astronomical Research Observatory |
| 242489 -           | 2004 VX25                | 4 novembre 2004   | CSS                               |
| 242490 -           | 2004 VU57                | 7 novembre 2004   | LINEAR                            |
| 242491 -           | 2004 VS65                | 14 novembre 2004  | Durig, D. T.                      |
| 242492 Fantomas    | 2004 VU65                | 10 novembre 2004  | Ory, M.                           |
| 242493 -           | 2004 WO12                | 22 novembre 2004  | McNaught, R. H.                   |
| 242494 -           | 2004 XH4                 | 2 dicembre 2004   | LINEAR                            |
| 242495 -           | 2004 XN10                | 2 dicembre 2004   | NEAT                              |
| 242496 -           | 2004 XP13                | 8 dicembre 2004   | LINEAR                            |
| 242497 -           | 2004 XL20                | 8 dicembre 2004   | LINEAR                            |
| 242498 -           | 2004 XG25                | 9 dicembre 2004   | CSS                               |
| 242499 -           | 2004 XS26                | 10 dicembre 2004  | LINEAR                            |
| 242500 -           | 2004 XK32                | 10 dicembre 2004  | LINEAR                            |

## 242501-242600
| Nome                   | Designazione provvisoria | Data di scoperta | Scopritore               |
| ---------------------- | ------------------------ | ---------------- | ------------------------ |
| 242501 -               | 2004 XS38                | 7 dicembre 2004  | LINEAR                   |
| 242502 -               | 2004 XA50                | 12 dicembre 2004 | Spacewatch               |
| 242503 -               | 2004 XS69                | 10 dicembre 2004 | Spacewatch               |
| 242504 -               | 2004 XO80                | 10 dicembre 2004 | LINEAR                   |
| 242505 -               | 2004 XS84                | 12 dicembre 2004 | Jarnac                   |
| 242506 -               | 2004 XV85                | 13 dicembre 2004 | Spacewatch               |
| 242507 -               | 2004 XY98                | 11 dicembre 2004 | Spacewatch               |
| 242508 -               | 2004 XJ99                | 12 dicembre 2004 | Spacewatch               |
| 242509 -               | 2004 XE125               | 11 dicembre 2004 | CSS                      |
| 242510 -               | 2004 XQ164               | 15 dicembre 2004 | LINEAR                   |
| 242511 -               | 2004 XO191               | 10 dicembre 2004 | Spacewatch               |
| 242512 -               | 2004 YP14                | 18 dicembre 2004 | Mount Lemmon Survey      |
| 242513 -               | 2004 YM19                | 18 dicembre 2004 | Mount Lemmon Survey      |
| 242514 -               | 2004 YY28                | 16 dicembre 2004 | LINEAR                   |
| 242515 -               | 2004 YS32                | 31 dicembre 2004 | Junk Bond                |
| 242516 Lindseystirling | 2005 AW                  | 4 gennaio 2005   | Ory, M.                  |
| 242517 -               | 2005 AD1                 | 1 gennaio 2005   | CSS                      |
| 242518 -               | 2005 AK2                 | 6 gennaio 2005   | LINEAR                   |
| 242519 -               | 2005 AH7                 | 6 gennaio 2005   | CSS                      |
| 242520 -               | 2005 AS7                 | 6 gennaio 2005   | CSS                      |
| 242521 -               | 2005 AG9                 | 7 gennaio 2005   | CSS                      |
| 242522 -               | 2005 AH9                 | 7 gennaio 2005   | CSS                      |
| 242523 Kreszgéza       | 2005 AJ10                | 5 gennaio 2005   | Sárneczky, K.            |
| 242524 -               | 2005 AN10                | 6 gennaio 2005   | CSS                      |
| 242525 -               | 2005 AQ22                | 7 gennaio 2005   | LINEAR                   |
| 242526 -               | 2005 AT30                | 9 gennaio 2005   | CSS                      |
| 242527 -               | 2005 AL34                | 13 gennaio 2005  | Spacewatch               |
| 242528 -               | 2005 AD48                | 13 gennaio 2005  | Spacewatch               |
| 242529 Hilaomar        | 2005 AL54                | 13 gennaio 2005  | Ory, M.                  |
| 242530 -               | 2005 AG56                | 15 gennaio 2005  | LINEAR                   |
| 242531 -               | 2005 AW58                | 15 gennaio 2005  | LINEAR                   |
| 242532 -               | 2005 AJ69                | 15 gennaio 2005  | LINEAR                   |
| 242533 -               | 2005 AV79                | 15 gennaio 2005  | Spacewatch               |
| 242534 -               | 2005 AJ82                | 15 gennaio 2005  | Spacewatch               |
| 242535 -               | 2005 BR                  | 16 gennaio 2005  | Yeung, W. K. Y.          |
| 242536 -               | 2005 BC8                 | 16 gennaio 2005  | LINEAR                   |
| 242537 -               | 2005 BQ23                | 17 gennaio 2005  | Spacewatch               |
| 242538 -               | 2005 BW48                | 17 gennaio 2005  | Boattini, A., Scholl, H. |
| 242539 -               | 2005 CS5                 | 1 febbraio 2005  | NEAT                     |
| 242540 -               | 2005 CG12                | 1 febbraio 2005  | NEAT                     |
| 242541 -               | 2005 CX63                | 9 febbraio 2005  | LONEOS                   |
| 242542 -               | 2005 CR64                | 9 febbraio 2005  | LONEOS                   |
| 242543 -               | 2005 CM68                | 2 febbraio 2005  | CSS                      |
| 242544 -               | 2005 CR68                | 3 febbraio 2005  | LONEOS                   |
| 242545 -               | 2005 DA1                 | 28 febbraio 2005 | LINEAR                   |
| 242546 -               | 2005 EX12                | 2 marzo 2005     | CSS                      |
| 242547 -               | 2005 EF18                | 3 marzo 2005     | CSS                      |
| 242548 -               | 2005 EP35                | 4 marzo 2005     | CSS                      |
| 242549 -               | 2005 EB36                | 4 marzo 2005     | CSS                      |
| 242550 -               | 2005 EU47                | 3 marzo 2005     | CSS                      |
| 242551 -               | 2005 EG79                | 3 marzo 2005     | CSS                      |
| 242552 -               | 2005 EW91                | 8 marzo 2005     | Mount Lemmon Survey      |
| 242553 -               | 2005 EW93                | 8 marzo 2005     | LINEAR                   |
| 242554 -               | 2005 EP115               | 4 marzo 2005     | LINEAR                   |
| 242555 -               | 2005 EG118               | 7 marzo 2005     | LINEAR                   |
| 242556 -               | 2005 EC120               | 8 marzo 2005     | Spacewatch               |
| 242557 -               | 2005 EZ128               | 9 marzo 2005     | Spacewatch               |
| 242558 -               | 2005 EE139               | 9 marzo 2005     | Mount Lemmon Survey      |
| 242559 -               | 2005 EY144               | 10 marzo 2005    | Mount Lemmon Survey      |
| 242560 -               | 2005 EZ159               | 9 marzo 2005     | Mount Lemmon Survey      |
| 242561 -               | 2005 EG166               | 11 marzo 2005    | Mount Lemmon Survey      |
| 242562 -               | 2005 EZ176               | 8 marzo 2005     | Mount Lemmon Survey      |
| 242563 -               | 2005 EV181               | 9 marzo 2005     | LINEAR                   |
| 242564 -               | 2005 EZ184               | 9 marzo 2005     | Spacewatch               |
| 242565 -               | 2005 EM207               | 8 marzo 2005     | LONEOS                   |
| 242566 -               | 2005 ES210               | 4 marzo 2005     | Spacewatch               |
| 242567 -               | 2005 EO212               | 4 marzo 2005     | CSS                      |
| 242568 -               | 2005 EC248               | 12 marzo 2005    | Spacewatch               |
| 242569 -               | 2005 EG252               | 10 marzo 2005    | Mount Lemmon Survey      |
| 242570 -               | 2005 EL267               | 13 marzo 2005    | Spacewatch               |
| 242571 -               | 2005 EQ330               | 4 marzo 2005     | CSS                      |
| 242572 -               | 2005 GY7                 | 2 aprile 2005    | Needville                |
| 242573 -               | 2005 GW13                | 1 aprile 2005    | LONEOS                   |
| 242574 -               | 2005 GJ22                | 4 aprile 2005    | CSS                      |
| 242575 -               | 2005 GG25                | 2 aprile 2005    | Mount Lemmon Survey      |
| 242576 -               | 2005 GF28                | 3 aprile 2005    | Siding Spring Survey     |
| 242577 -               | 2005 GP34                | 1 aprile 2005    | LONEOS                   |
| 242578 -               | 2005 GJ50                | 5 aprile 2005    | NEAT                     |
| 242579 -               | 2005 GX61                | 2 aprile 2005    | Spacewatch               |
| 242580 -               | 2005 GF75                | 5 aprile 2005    | Mount Lemmon Survey      |
| 242581 -               | 2005 GZ118               | 11 aprile 2005   | Mount Lemmon Survey      |
| 242582 -               | 2005 GB129               | 7 aprile 2005    | NEAT                     |
| 242583 -               | 2005 GA133               | 10 aprile 2005   | Spacewatch               |
| 242584 -               | 2005 GW138               | 12 aprile 2005   | Spacewatch               |
| 242585 -               | 2005 GM149               | 11 aprile 2005   | Spacewatch               |
| 242586 -               | 2005 GV149               | 11 aprile 2005   | Spacewatch               |
| 242587 -               | 2005 GP154               | 9 aprile 2005    | LINEAR                   |
| 242588 -               | 2005 GV172               | 14 aprile 2005   | Spacewatch               |
| 242589 -               | 2005 GR214               | 4 aprile 2005    | CSS                      |
| 242590 -               | 2005 GO227               | 6 aprile 2005    | LONEOS                   |
| 242591 -               | 2005 HO1                 | 16 aprile 2005   | Spacewatch               |
| 242592 -               | 2005 HM10                | 16 aprile 2005   | Spacewatch               |
| 242593 -               | 2005 JE12                | 4 maggio 2005    | Veillet, C.              |
| 242594 -               | 2005 JJ17                | 4 maggio 2005    | CSS                      |
| 242595 -               | 2005 JT24                | 3 maggio 2005    | Spacewatch               |
| 242596 -               | 2005 JS27                | 3 maggio 2005    | CSS                      |
| 242597 -               | 2005 JY28                | 3 maggio 2005    | Spacewatch               |
| 242598 -               | 2005 JJ36                | 4 maggio 2005    | Spacewatch               |
| 242599 -               | 2005 JG45                | 2 maggio 2005    | Deep Lens Survey         |
| 242600 -               | 2005 JD49                | 4 maggio 2005    | Spacewatch               |

## 242601-242700
| Nome            | Designazione provvisoria | Data di scoperta  | Scopritore           |
| --------------- | ------------------------ | ----------------- | -------------------- |
| 242601 -        | 2005 JW52                | 4 maggio 2005     | Spacewatch           |
| 242602 -        | 2005 JA58                | 7 maggio 2005     | Spacewatch           |
| 242603 -        | 2005 JG69                | 6 maggio 2005     | Spacewatch           |
| 242604 -        | 2005 JU71                | 8 maggio 2005     | LONEOS               |
| 242605 -        | 2005 JO72                | 8 maggio 2005     | Spacewatch           |
| 242606 -        | 2005 JV77                | 10 maggio 2005    | LONEOS               |
| 242607 -        | 2005 JR87                | 9 maggio 2005     | CSS                  |
| 242608 -        | 2005 JR89                | 11 maggio 2005    | NEAT                 |
| 242609 -        | 2005 JE98                | 8 maggio 2005     | Spacewatch           |
| 242610 -        | 2005 JX99                | 9 maggio 2005     | Spacewatch           |
| 242611 -        | 2005 JG102               | 9 maggio 2005     | Spacewatch           |
| 242612 -        | 2005 JT102               | 9 maggio 2005     | CSS                  |
| 242613 -        | 2005 JH108               | 3 maggio 2005     | Spacewatch           |
| 242614 -        | 2005 JY112               | 10 maggio 2005    | Spacewatch           |
| 242615 -        | 2005 JO129               | 13 maggio 2005    | Spacewatch           |
| 242616 -        | 2005 JA139               | 13 maggio 2005    | Mount Lemmon Survey  |
| 242617 -        | 2005 JE141               | 14 maggio 2005    | Mount Lemmon Survey  |
| 242618 -        | 2005 JT143               | 15 maggio 2005    | Mount Lemmon Survey  |
| 242619 -        | 2005 JL174               | 11 maggio 2005    | Buie, M. W.          |
| 242620 -        | 2005 JV175               | 3 maggio 2005     | CSS                  |
| 242621 -        | 2005 JY178               | 13 maggio 2005    | LINEAR               |
| 242622 -        | 2005 KF2                 | 16 maggio 2005    | Mount Lemmon Survey  |
| 242623 -        | 2005 KJ8                 | 21 maggio 2005    | Mount Lemmon Survey  |
| 242624 -        | 2005 KH13                | 21 maggio 2005    | Mount Lemmon Survey  |
| 242625 -        | 2005 LW9                 | 2 giugno 2005     | CSS                  |
| 242626 -        | 2005 LW10                | 3 giugno 2005     | Spacewatch           |
| 242627 -        | 2005 LS11                | 3 giugno 2005     | Spacewatch           |
| 242628 -        | 2005 LS15                | 5 giugno 2005     | Spacewatch           |
| 242629 -        | 2005 LS17                | 6 giugno 2005     | Spacewatch           |
| 242630 -        | 2005 MW4                 | 18 giugno 2005    | Mount Lemmon Survey  |
| 242631 -        | 2005 MY4                 | 18 giugno 2005    | Mount Lemmon Survey  |
| 242632 -        | 2005 MR20                | 30 giugno 2005    | Spacewatch           |
| 242633 -        | 2005 MS26                | 28 giugno 2005    | Mount Lemmon Survey  |
| 242634 -        | 2005 ME28                | 29 giugno 2005    | Spacewatch           |
| 242635 -        | 2005 MT30                | 29 giugno 2005    | NEAT                 |
| 242636 -        | 2005 MG33                | 29 giugno 2005    | Spacewatch           |
| 242637 -        | 2005 MQ38                | 30 giugno 2005    | Spacewatch           |
| 242638 -        | 2005 MV39                | 29 giugno 2005    | NEAT                 |
| 242639 -        | 2005 MP49                | 30 giugno 2005    | NEAT                 |
| 242640 -        | 2005 ND                  | 2 luglio 2005     | Young, J. W.         |
| 242641 -        | 2005 NN2                 | 2 luglio 2005     | Spacewatch           |
| 242642 -        | 2005 NE6                 | 4 luglio 2005     | Spacewatch           |
| 242643 -        | 2005 NZ6                 | 3 luglio 2005     | NEAT                 |
| 242644 -        | 2005 NN7                 | 3 luglio 2005     | Mount Lemmon Survey  |
| 242645 -        | 2005 NK21                | 1 luglio 2005     | Spacewatch           |
| 242646 -        | 2005 NF23                | 4 luglio 2005     | Spacewatch           |
| 242647 -        | 2005 NM37                | 6 luglio 2005     | Spacewatch           |
| 242648 Fribourg | 2005 NQ63                | 13 luglio 2005    | Kocher, P.           |
| 242649 -        | 2005 NT99                | 11 luglio 2005    | CSS                  |
| 242650 -        | 2005 NF102               | 15 luglio 2005    | Mount Lemmon Survey  |
| 242651 -        | 2005 OW2                 | 30 luglio 2005    | LINEAR               |
| 242652 -        | 2005 OF10                | 27 luglio 2005    | NEAT                 |
| 242653 -        | 2005 OL16                | 29 luglio 2005    | NEAT                 |
| 242654 -        | 2005 PY8                 | 4 agosto 2005     | NEAT                 |
| 242655 -        | 2005 QF39                | 26 agosto 2005    | LONEOS               |
| 242656 -        | 2005 QC41                | 26 agosto 2005    | LONEOS               |
| 242657 -        | 2005 QC43                | 26 agosto 2005    | NEAT                 |
| 242658 -        | 2005 QB58                | 25 agosto 2005    | NEAT                 |
| 242659 -        | 2005 QB63                | 26 agosto 2005    | NEAT                 |
| 242660 -        | 2005 QR88                | 29 agosto 2005    | Tucker, R. A.        |
| 242661 -        | 2005 QT101               | 27 agosto 2005    | NEAT                 |
| 242662 -        | 2005 QC156               | 30 agosto 2005    | NEAT                 |
| 242663 -        | 2005 RV7                 | 8 settembre 2005  | LINEAR               |
| 242664 -        | 2005 ST25                | 28 settembre 2005 | Hug, G.              |
| 242665 -        | 2005 SK56                | 25 settembre 2005 | Spacewatch           |
| 242666 -        | 2005 SB57                | 26 settembre 2005 | Spacewatch           |
| 242667 -        | 2005 SH68                | 27 settembre 2005 | Spacewatch           |
| 242668 -        | 2005 SB74                | 23 settembre 2005 | Siding Spring Survey |
| 242669 -        | 2005 SE104               | 25 settembre 2005 | Spacewatch           |
| 242670 -        | 2005 SP105               | 25 settembre 2005 | NEAT                 |
| 242671 -        | 2005 SH110               | 26 settembre 2005 | Spacewatch           |
| 242672 -        | 2005 SO124               | 29 settembre 2005 | CSS                  |
| 242673 -        | 2005 SL126               | 29 settembre 2005 | NEAT                 |
| 242674 -        | 2005 SO146               | 25 settembre 2005 | Spacewatch           |
| 242675 -        | 2005 SC164               | 27 settembre 2005 | NEAT                 |
| 242676 -        | 2005 SS175               | 29 settembre 2005 | Spacewatch           |
| 242677 -        | 2005 ST183               | 29 settembre 2005 | Spacewatch           |
| 242678 -        | 2005 SB187               | 29 settembre 2005 | NEAT                 |
| 242679 -        | 2005 SM193               | 29 settembre 2005 | Spacewatch           |
| 242680 -        | 2005 SX211               | 30 settembre 2005 | Mount Lemmon Survey  |
| 242681 -        | 2005 SR222               | 30 settembre 2005 | Mount Lemmon Survey  |
| 242682 -        | 2005 SW230               | 30 settembre 2005 | Mount Lemmon Survey  |
| 242683 -        | 2005 SS246               | 30 settembre 2005 | Spacewatch           |
| 242684 -        | 2005 SL250               | 23 settembre 2005 | CSS                  |
| 242685 -        | 2005 SY254               | 22 settembre 2005 | NEAT                 |
| 242686 -        | 2005 SK259               | 24 settembre 2005 | LONEOS               |
| 242687 -        | 2005 SO262               | 23 settembre 2005 | NEAT                 |
| 242688 -        | 2005 SE269               | 26 settembre 2005 | NEAT                 |
| 242689 -        | 2005 TJ3                 | 1 ottobre 2005    | LINEAR               |
| 242690 -        | 2005 TN6                 | 1 ottobre 2005    | CSS                  |
| 242691 -        | 2005 TV6                 | 1 ottobre 2005    | CSS                  |
| 242692 -        | 2005 TW9                 | 1 ottobre 2005    | LONEOS               |
| 242693 -        | 2005 TT15                | 3 ottobre 2005    | Silver Spring        |
| 242694 -        | 2005 TG23                | 1 ottobre 2005    | LINEAR               |
| 242695 -        | 2005 TJ23                | 1 ottobre 2005    | LONEOS               |
| 242696 -        | 2005 TR25                | 1 ottobre 2005    | Mount Lemmon Survey  |
| 242697 -        | 2005 TC48                | 6 ottobre 2005    | Spacewatch           |
| 242698 -        | 2005 TS52                | 11 ottobre 2005   | Healy, D.            |
| 242699 -        | 2005 TY54                | 4 ottobre 2005    | NEAT                 |
| 242700 -        | 2005 TA63                | 4 ottobre 2005    | Mount Lemmon Survey  |

## 242701-242800
| Nome     | Designazione provvisoria | Data di scoperta | Scopritore           |
| -------- | ------------------------ | ---------------- | -------------------- |
| 242701 - | 2005 TM72                | 5 ottobre 2005   | CSS                  |
| 242702 - | 2005 TL75                | 3 ottobre 2005   | CSS                  |
| 242703 - | 2005 TA99                | 7 ottobre 2005   | CSS                  |
| 242704 - | 2005 TN119               | 7 ottobre 2005   | Spacewatch           |
| 242705 - | 2005 TL131               | 7 ottobre 2005   | Spacewatch           |
| 242706 - | 2005 TN162               | 9 ottobre 2005   | Spacewatch           |
| 242707 - | 2005 TF190               | 1 ottobre 2005   | CSS                  |
| 242708 - | 2005 UK1                 | 24 ottobre 2005  | Mount Lemmon Survey  |
| 242709 - | 2005 UH24                | 23 ottobre 2005  | Spacewatch           |
| 242710 - | 2005 UC54                | 23 ottobre 2005  | CSS                  |
| 242711 - | 2005 UW56                | 24 ottobre 2005  | LONEOS               |
| 242712 - | 2005 US62                | 25 ottobre 2005  | Mount Lemmon Survey  |
| 242713 - | 2005 UD66                | 22 ottobre 2005  | CSS                  |
| 242714 - | 2005 UD76                | 24 ottobre 2005  | NEAT                 |
| 242715 - | 2005 UM79                | 25 ottobre 2005  | CSS                  |
| 242716 - | 2005 UZ86                | 22 ottobre 2005  | Spacewatch           |
| 242717 - | 2005 UO97                | 22 ottobre 2005  | Spacewatch           |
| 242718 - | 2005 UQ112               | 22 ottobre 2005  | Spacewatch           |
| 242719 - | 2005 UF130               | 24 ottobre 2005  | NEAT                 |
| 242720 - | 2005 UT132               | 24 ottobre 2005  | Siding Spring Survey |
| 242721 - | 2005 UD142               | 25 ottobre 2005  | CSS                  |
| 242722 - | 2005 UX154               | 26 ottobre 2005  | Spacewatch           |
| 242723 - | 2005 UD156               | 26 ottobre 2005  | NEAT                 |
| 242724 - | 2005 UE156               | 26 ottobre 2005  | NEAT                 |
| 242725 - | 2005 UR161               | 25 ottobre 2005  | Spacewatch           |
| 242726 - | 2005 US161               | 25 ottobre 2005  | Spacewatch           |
| 242727 - | 2005 UQ178               | 24 ottobre 2005  | Spacewatch           |
| 242728 - | 2005 UC204               | 25 ottobre 2005  | Mount Lemmon Survey  |
| 242729 - | 2005 UL211               | 27 ottobre 2005  | Spacewatch           |
| 242730 - | 2005 UT216               | 25 ottobre 2005  | Mount Lemmon Survey  |
| 242731 - | 2005 UC286               | 26 ottobre 2005  | Spacewatch           |
| 242732 - | 2005 UL310               | 29 ottobre 2005  | Mount Lemmon Survey  |
| 242733 - | 2005 UL313               | 24 ottobre 2005  | NEAT                 |
| 242734 - | 2005 UO331               | 29 ottobre 2005  | Mount Lemmon Survey  |
| 242735 - | 2005 UD361               | 27 ottobre 2005  | Spacewatch           |
| 242736 - | 2005 UX402               | 28 ottobre 2005  | LINEAR               |
| 242737 - | 2005 UE438               | 27 ottobre 2005  | Spacewatch           |
| 242738 - | 2005 UD439               | 28 ottobre 2005  | Mount Lemmon Survey  |
| 242739 - | 2005 UT440               | 29 ottobre 2005  | CSS                  |
| 242740 - | 2005 UP476               | 24 ottobre 2005  | NEAT                 |
| 242741 - | 2005 UX479               | 31 ottobre 2005  | Mount Lemmon Survey  |
| 242742 - | 2005 UG480               | 30 ottobre 2005  | CSS                  |
| 242743 - | 2005 UU493               | 25 ottobre 2005  | CSS                  |
| 242744 - | 2005 UG530               | 24 ottobre 2005  | NEAT                 |
| 242745 - | 2005 VS25                | 2 novembre 2005  | Mount Lemmon Survey  |
| 242746 - | 2005 VS41                | 1 novembre 2005  | CSS                  |
| 242747 - | 2005 VV41                | 2 novembre 2005  | CSS                  |
| 242748 - | 2005 VT68                | 1 novembre 2005  | Mount Lemmon Survey  |
| 242749 - | 2005 VQ78                | 6 novembre 2005  | LONEOS               |
| 242750 - | 2005 VC82                | 6 novembre 2005  | Mount Lemmon Survey  |
| 242751 - | 2005 VQ88                | 6 novembre 2005  | Spacewatch           |
| 242752 - | 2005 VL98                | 10 novembre 2005 | CSS                  |
| 242753 - | 2005 VW112               | 9 novembre 2005  | CINEOS               |
| 242754 - | 2005 WD8                 | 22 novembre 2005 | LINEAR               |
| 242755 - | 2005 WE10                | 21 novembre 2005 | Spacewatch           |
| 242756 - | 2005 WN70                | 26 novembre 2005 | Mount Lemmon Survey  |
| 242757 - | 2005 WX70                | 21 novembre 2005 | LONEOS               |
| 242758 - | 2005 WX79                | 25 novembre 2005 | Spacewatch           |
| 242759 - | 2005 WH91                | 28 novembre 2005 | CSS                  |
| 242760 - | 2005 WN100               | 29 novembre 2005 | Mount Lemmon Survey  |
| 242761 - | 2005 WX114               | 28 novembre 2005 | Mount Lemmon Survey  |
| 242762 - | 2005 WY126               | 25 novembre 2005 | CSS                  |
| 242763 - | 2005 WF134               | 25 novembre 2005 | Mount Lemmon Survey  |
| 242764 - | 2005 WO154               | 29 novembre 2005 | NEAT                 |
| 242765 - | 2005 WN156               | 29 novembre 2005 | NEAT                 |
| 242766 - | 2005 WU162               | 28 novembre 2005 | Mount Lemmon Survey  |
| 242767 - | 2005 WG171               | 30 novembre 2005 | Spacewatch           |
| 242768 - | 2005 WY173               | 30 novembre 2005 | Mount Lemmon Survey  |
| 242769 - | 2005 WD181               | 25 novembre 2005 | CSS                  |
| 242770 - | 2005 XW62                | 5 dicembre 2005  | Mount Lemmon Survey  |
| 242771 - | 2005 XF65                | 7 dicembre 2005  | LINEAR               |
| 242772 - | 2005 XS79                | 5 dicembre 2005  | LINEAR               |
| 242773 - | 2005 XY109               | 1 dicembre 2005  | Buie, M. W.          |
| 242774 - | 2005 XH110               | 1 dicembre 2005  | Buie, M. W.          |
| 242775 - | 2005 XO111               | 1 dicembre 2005  | Buie, M. W.          |
| 242776 - | 2005 YL20                | 24 dicembre 2005 | Spacewatch           |
| 242777 - | 2005 YU38                | 22 dicembre 2005 | CSS                  |
| 242778 - | 2005 YK41                | 21 dicembre 2005 | CSS                  |
| 242779 - | 2005 YD48                | 22 dicembre 2005 | CSS                  |
| 242780 - | 2005 YB110               | 25 dicembre 2005 | Spacewatch           |
| 242781 - | 2005 YN113               | 25 dicembre 2005 | Spacewatch           |
| 242782 - | 2005 YZ119               | 27 dicembre 2005 | Mount Lemmon Survey  |
| 242783 - | 2005 YO131               | 25 dicembre 2005 | Mount Lemmon Survey  |
| 242784 - | 2005 YB134               | 26 dicembre 2005 | Spacewatch           |
| 242785 - | 2005 YA163               | 27 dicembre 2005 | Mount Lemmon Survey  |
| 242786 - | 2005 YT166               | 27 dicembre 2005 | Spacewatch           |
| 242787 - | 2005 YZ188               | 28 dicembre 2005 | Mount Lemmon Survey  |
| 242788 - | 2005 YA241               | 29 dicembre 2005 | Spacewatch           |
| 242789 - | 2005 YH290               | 27 dicembre 2005 | Mount Lemmon Survey  |
| 242790 - | 2006 AH37                | 4 gennaio 2006   | Spacewatch           |
| 242791 - | 2006 AZ41                | 5 gennaio 2006   | Spacewatch           |
| 242792 - | 2006 AM46                | 5 gennaio 2006   | Spacewatch           |
| 242793 - | 2006 AX57                | 8 gennaio 2006   | Mount Lemmon Survey  |
| 242794 - | 2006 AQ72                | 6 gennaio 2006   | Spacewatch           |
| 242795 - | 2006 AX79                | 11 gennaio 2006  | Spacewatch           |
| 242796 - | 2006 BO2                 | 20 gennaio 2006  | CSS                  |
| 242797 - | 2006 BJ9                 | 20 gennaio 2006  | CSS                  |
| 242798 - | 2006 BX12                | 21 gennaio 2006  | Mount Lemmon Survey  |
| 242799 - | 2006 BA20                | 22 gennaio 2006  | LONEOS               |
| 242800 - | 2006 BP36                | 23 gennaio 2006  | Spacewatch           |

## 242801-242900
| Nome                   | Designazione provvisoria | Data di scoperta | Scopritore           |
| ---------------------- | ------------------------ | ---------------- | -------------------- |
| 242801 -               | 2006 BB52                | 25 gennaio 2006  | Spacewatch           |
| 242802 -               | 2006 BY55                | 27 gennaio 2006  | Yeung, W. K. Y.      |
| 242803 -               | 2006 BO79                | 23 gennaio 2006  | Spacewatch           |
| 242804 -               | 2006 BU81                | 23 gennaio 2006  | Spacewatch           |
| 242805 -               | 2006 BP88                | 25 gennaio 2006  | Spacewatch           |
| 242806 -               | 2006 BD93                | 26 gennaio 2006  | Spacewatch           |
| 242807 -               | 2006 BQ93                | 26 gennaio 2006  | Spacewatch           |
| 242808 -               | 2006 BU119               | 26 gennaio 2006  | Spacewatch           |
| 242809 -               | 2006 BE121               | 26 gennaio 2006  | Spacewatch           |
| 242810 -               | 2006 BG129               | 26 gennaio 2006  | Mount Lemmon Survey  |
| 242811 -               | 2006 BU144               | 23 gennaio 2006  | CSS                  |
| 242812 -               | 2006 BN149               | 23 gennaio 2006  | Spacewatch           |
| 242813 -               | 2006 BJ150               | 24 gennaio 2006  | LONEOS               |
| 242814 -               | 2006 BL152               | 25 gennaio 2006  | Spacewatch           |
| 242815 -               | 2006 BZ156               | 25 gennaio 2006  | Spacewatch           |
| 242816 -               | 2006 BV165               | 26 gennaio 2006  | Mount Lemmon Survey  |
| 242817 -               | 2006 BZ166               | 26 gennaio 2006  | Mount Lemmon Survey  |
| 242818 -               | 2006 BE170               | 26 gennaio 2006  | Mount Lemmon Survey  |
| 242819 -               | 2006 BZ220               | 30 gennaio 2006  | CSS                  |
| 242820 -               | 2006 BU254               | 31 gennaio 2006  | Spacewatch           |
| 242821 -               | 2006 BW254               | 31 gennaio 2006  | Spacewatch           |
| 242822 -               | 2006 BW259               | 31 gennaio 2006  | Mount Lemmon Survey  |
| 242823 -               | 2006 BW275               | 23 gennaio 2006  | Spacewatch           |
| 242824 -               | 2006 CB43                | 2 febbraio 2006  | Spacewatch           |
| 242825 -               | 2006 CA57                | 4 febbraio 2006  | Mount Lemmon Survey  |
| 242826 -               | 2006 CN57                | 4 febbraio 2006  | Spacewatch           |
| 242827 -               | 2006 CS57                | 4 febbraio 2006  | Mount Lemmon Survey  |
| 242828 -               | 2006 DC1                 | 20 febbraio 2006 | Mount Lemmon Survey  |
| 242829 -               | 2006 DS7                 | 20 febbraio 2006 | Spacewatch           |
| 242830 Richardwessling | 2006 DK8                 | 21 febbraio 2006 | Holmes, R.           |
| 242831 -               | 2006 DW9                 | 21 febbraio 2006 | Spacewatch           |
| 242832 -               | 2006 DJ36                | 20 febbraio 2006 | Mount Lemmon Survey  |
| 242833 -               | 2006 DW42                | 20 febbraio 2006 | Spacewatch           |
| 242834 -               | 2006 DC51                | 23 febbraio 2006 | Spacewatch           |
| 242835 -               | 2006 DJ66                | 22 febbraio 2006 | LONEOS               |
| 242836 -               | 2006 DT67                | 23 febbraio 2006 | LONEOS               |
| 242837 -               | 2006 DN71                | 21 febbraio 2006 | CSS                  |
| 242838 -               | 2006 DG82                | 24 febbraio 2006 | Spacewatch           |
| 242839 -               | 2006 DD95                | 24 febbraio 2006 | Spacewatch           |
| 242840 -               | 2006 DY106               | 25 febbraio 2006 | Spacewatch           |
| 242841 -               | 2006 DO109               | 25 febbraio 2006 | Spacewatch           |
| 242842 -               | 2006 DM120               | 21 febbraio 2006 | CSS                  |
| 242843 -               | 2006 DO205               | 25 febbraio 2006 | Mount Lemmon Survey  |
| 242844 -               | 2006 EM                  | 5 marzo 2006     | Lowe, A.             |
| 242845 -               | 2006 EQ10                | 2 marzo 2006     | Spacewatch           |
| 242846 -               | 2006 EE39                | 4 marzo 2006     | CSS                  |
| 242847 -               | 2006 EA40                | 4 marzo 2006     | Spacewatch           |
| 242848 -               | 2006 EC43                | 4 marzo 2006     | CSS                  |
| 242849 -               | 2006 EX59                | 5 marzo 2006     | Spacewatch           |
| 242850 -               | 2006 FO5                 | 23 marzo 2006    | Mount Lemmon Survey  |
| 242851 -               | 2006 FJ12                | 23 marzo 2006    | Spacewatch           |
| 242852 -               | 2006 FP18                | 23 marzo 2006    | Spacewatch           |
| 242853 -               | 2006 FK45                | 24 marzo 2006    | LONEOS               |
| 242854 -               | 2006 FU49                | 26 marzo 2006    | LONEOS               |
| 242855 -               | 2006 FW52                | 25 marzo 2006    | Mount Lemmon Survey  |
| 242856 -               | 2006 FE53                | 24 marzo 2006    | Mount Lemmon Survey  |
| 242857 -               | 2006 FK53                | 26 marzo 2006    | Spacewatch           |
| 242858 -               | 2006 GJ9                 | 2 aprile 2006    | Spacewatch           |
| 242859 -               | 2006 GW16                | 2 aprile 2006    | Spacewatch           |
| 242860 -               | 2006 GW29                | 2 aprile 2006    | Spacewatch           |
| 242861 -               | 2006 GE30                | 2 aprile 2006    | Mount Lemmon Survey  |
| 242862 -               | 2006 GA31                | 2 aprile 2006    | Mount Lemmon Survey  |
| 242863 -               | 2006 GZ39                | 6 aprile 2006    | LINEAR               |
| 242864 -               | 2006 GJ50                | 9 aprile 2006    | LONEOS               |
| 242865 -               | 2006 HD4                 | 19 aprile 2006   | LONEOS               |
| 242866 -               | 2006 HN13                | 19 aprile 2006   | LONEOS               |
| 242867 -               | 2006 HO15                | 20 aprile 2006   | Spacewatch           |
| 242868 -               | 2006 HF23                | 20 aprile 2006   | Spacewatch           |
| 242869 -               | 2006 HM45                | 25 aprile 2006   | Spacewatch           |
| 242870 -               | 2006 HP47                | 24 aprile 2006   | Spacewatch           |
| 242871 -               | 2006 HE49                | 25 aprile 2006   | Spacewatch           |
| 242872 -               | 2006 HD50                | 26 aprile 2006   | Spacewatch           |
| 242873 -               | 2006 HJ52                | 18 aprile 2006   | LONEOS               |
| 242874 -               | 2006 HX52                | 19 aprile 2006   | CSS                  |
| 242875 -               | 2006 HR54                | 21 aprile 2006   | CSS                  |
| 242876 -               | 2006 HT83                | 26 aprile 2006   | Spacewatch           |
| 242877 -               | 2006 HY107               | 30 aprile 2006   | Spacewatch           |
| 242878 -               | 2006 HF108               | 30 aprile 2006   | Spacewatch           |
| 242879 -               | 2006 HP111               | 29 aprile 2006   | Siding Spring Survey |
| 242880 -               | 2006 HC114               | 25 aprile 2006   | Spacewatch           |
| 242881 -               | 2006 HO120               | 30 aprile 2006   | Spacewatch           |
| 242882 -               | 2006 HT153               | 26 aprile 2006   | Mount Lemmon Survey  |
| 242883 -               | 2006 JH6                 | 2 maggio 2006    | Nyukasa              |
| 242884 -               | 2006 JS7                 | 1 maggio 2006    | Spacewatch           |
| 242885 -               | 2006 JX11                | 1 maggio 2006    | Spacewatch           |
| 242886 -               | 2006 JM13                | 1 maggio 2006    | Spacewatch           |
| 242887 -               | 2006 JF35                | 4 maggio 2006    | Spacewatch           |
| 242888 -               | 2006 JD41                | 7 maggio 2006    | Mount Lemmon Survey  |
| 242889 -               | 2006 JP47                | 1 maggio 2006    | LINEAR               |
| 242890 -               | 2006 JR47                | 2 maggio 2006    | CSS                  |
| 242891 -               | 2006 JD57                | 14 maggio 2006   | NEAT                 |
| 242892 -               | 2006 KX2                 | 18 maggio 2006   | NEAT                 |
| 242893 -               | 2006 KY16                | 19 maggio 2006   | LONEOS               |
| 242894 -               | 2006 KH38                | 19 maggio 2006   | CSS                  |
| 242895 -               | 2006 KM40                | 18 maggio 2006   | NEAT                 |
| 242896 -               | 2006 KB42                | 20 maggio 2006   | Spacewatch           |
| 242897 -               | 2006 KH73                | 23 maggio 2006   | Spacewatch           |
| 242898 -               | 2006 KS86                | 27 maggio 2006   | CSS                  |
| 242899 -               | 2006 KY107               | 31 maggio 2006   | Mount Lemmon Survey  |
| 242900 -               | 2006 KM111               | 31 maggio 2006   | Mount Lemmon Survey  |

## 242901-243000
| Nome              | Designazione provvisoria | Data di scoperta  | Scopritore            |
| ----------------- | ------------------------ | ----------------- | --------------------- |
| 242901 -          | 2006 KC113               | 30 maggio 2006    | CSS                   |
| 242902 -          | 2006 KQ114               | 26 maggio 2006    | CSS                   |
| 242903 -          | 2006 KW114               | 30 maggio 2006    | LINEAR                |
| 242904 -          | 2006 KX118               | 30 maggio 2006    | Spacewatch            |
| 242905 -          | 2006 KS122               | 30 maggio 2006    | Siding Spring Survey  |
| 242906 -          | 2006 KD144               | 23 maggio 2006    | Spacewatch            |
| 242907 -          | 2006 LU                  | 1 giugno 2006     | CSS                   |
| 242908 -          | 2006 LB4                 | 5 giugno 2006     | LINEAR                |
| 242909 -          | 2006 LR4                 | 3 giugno 2006     | Siding Spring Survey  |
| 242910 -          | 2006 MT2                 | 16 giugno 2006    | Spacewatch            |
| 242911 -          | 2006 MO8                 | 19 giugno 2006    | CSS                   |
| 242912 -          | 2006 MM11                | 21 giugno 2006    | Spacewatch            |
| 242913 -          | 2006 MS13                | 27 giugno 2006    | Hönig, S. F.          |
| 242914 -          | 2006 MU14                | 21 giugno 2006    | NEAT                  |
| 242915 -          | 2006 NC1                 | 9 luglio 2006     | Jarnac                |
| 242916 -          | 2006 OS2                 | 19 luglio 2006    | LUSS                  |
| 242917 -          | 2006 OZ2                 | 19 luglio 2006    | LUSS                  |
| 242918 -          | 2006 OM3                 | 19 luglio 2006    | NEAT                  |
| 242919 -          | 2006 OA7                 | 24 luglio 2006    | Eskridge              |
| 242920 -          | 2006 OB17                | 21 luglio 2006    | Mount Lemmon Survey   |
| 242921 -          | 2006 OR19                | 20 luglio 2006    | Siding Spring Survey  |
| 242922 -          | 2006 PZ1                 | 12 agosto 2006    | NEAT                  |
| 242923 -          | 2006 PP2                 | 12 agosto 2006    | NEAT                  |
| 242924 -          | 2006 PK22                | 15 agosto 2006    | Lin, C.-S., Ye, Q.-z. |
| 242925 -          | 2006 QM15                | 17 agosto 2006    | NEAT                  |
| 242926 -          | 2006 QA21                | 19 agosto 2006    | NEAT                  |
| 242927 -          | 2006 QK28                | 20 agosto 2006    | Siding Spring Survey  |
| 242928 -          | 2006 QT42                | 17 agosto 2006    | NEAT                  |
| 242929 -          | 2006 QP44                | 19 agosto 2006    | LONEOS                |
| 242930 -          | 2006 QF46                | 20 agosto 2006    | NEAT                  |
| 242931 -          | 2006 QM46                | 20 agosto 2006    | NEAT                  |
| 242932 -          | 2006 QH53                | 23 agosto 2006    | Crni Vrh              |
| 242933 -          | 2006 QJ53                | 24 agosto 2006    | LINEAR                |
| 242934 -          | 2006 QB59                | 19 agosto 2006    | LONEOS                |
| 242935 -          | 2006 QE61                | 21 agosto 2006    | NEAT                  |
| 242936 -          | 2006 QJ66                | 21 agosto 2006    | NEAT                  |
| 242937 -          | 2006 QT70                | 21 agosto 2006    | Spacewatch            |
| 242938 -          | 2006 QR108               | 28 agosto 2006    | CSS                   |
| 242939 -          | 2006 QN120               | 29 agosto 2006    | CSS                   |
| 242940 -          | 2006 QT165               | 29 agosto 2006    | CSS                   |
| 242941 -          | 2006 QE168               | 30 agosto 2006    | LONEOS                |
| 242942 -          | 2006 QY183               | 17 agosto 2006    | NEAT                  |
| 242943 -          | 2006 RX14                | 14 settembre 2006 | Spacewatch            |
| 242944 -          | 2006 RP32                | 15 settembre 2006 | Spacewatch            |
| 242945 -          | 2006 RB36                | 14 settembre 2006 | NEAT                  |
| 242946 -          | 2006 RY38                | 14 settembre 2006 | CSS                   |
| 242947 -          | 2006 RE44                | 14 settembre 2006 | Spacewatch            |
| 242948 -          | 2006 RJ46                | 14 settembre 2006 | Spacewatch            |
| 242949 -          | 2006 RE59                | 15 settembre 2006 | Spacewatch            |
| 242950 -          | 2006 RB69                | 15 settembre 2006 | Spacewatch            |
| 242951 -          | 2006 RX90                | 15 settembre 2006 | Spacewatch            |
| 242952 -          | 2006 RE121               | 6 settembre 2006  | NEAT                  |
| 242953 -          | 2006 SG5                 | 16 settembre 2006 | NEAT                  |
| 242954 -          | 2006 ST11                | 16 settembre 2006 | CSS                   |
| 242955 -          | 2006 SX14                | 17 settembre 2006 | CSS                   |
| 242956 -          | 2006 SE23                | 17 settembre 2006 | LONEOS                |
| 242957 -          | 2006 SJ27                | 16 settembre 2006 | CSS                   |
| 242958 -          | 2006 SJ29                | 17 settembre 2006 | Spacewatch            |
| 242959 -          | 2006 SF32                | 17 settembre 2006 | Spacewatch            |
| 242960 -          | 2006 SN41                | 18 settembre 2006 | Spacewatch            |
| 242961 -          | 2006 SA43                | 18 settembre 2006 | CSS                   |
| 242962 -          | 2006 SP49                | 19 settembre 2006 | Calvin College        |
| 242963 -          | 2006 SS50                | 16 settembre 2006 | CSS                   |
| 242964 -          | 2006 SZ66                | 19 settembre 2006 | Spacewatch            |
| 242965 -          | 2006 SW67                | 19 settembre 2006 | Spacewatch            |
| 242966 -          | 2006 SW79                | 17 settembre 2006 | CSS                   |
| 242967 -          | 2006 ST83                | 18 settembre 2006 | Spacewatch            |
| 242968 -          | 2006 SA105               | 19 settembre 2006 | CSS                   |
| 242969 -          | 2006 SW111               | 22 settembre 2006 | CSS                   |
| 242970 -          | 2006 SR112               | 23 settembre 2006 | Spacewatch            |
| 242971 -          | 2006 SC116               | 24 settembre 2006 | LONEOS                |
| 242972 -          | 2006 SN120               | 18 settembre 2006 | CSS                   |
| 242973 -          | 2006 SU120               | 18 settembre 2006 | CSS                   |
| 242974 -          | 2006 SP123               | 19 settembre 2006 | CSS                   |
| 242975 -          | 2006 SG126               | 21 settembre 2006 | Pauwels, T.           |
| 242976 -          | 2006 SJ137               | 20 settembre 2006 | CSS                   |
| 242977 -          | 2006 SR169               | 25 settembre 2006 | Spacewatch            |
| 242978 -          | 2006 SF178               | 25 settembre 2006 | Mount Lemmon Survey   |
| 242979 -          | 2006 SV188               | 26 settembre 2006 | CSS                   |
| 242980 -          | 2006 ST212               | 26 settembre 2006 | CSS                   |
| 242981 -          | 2006 SZ231               | 26 settembre 2006 | Spacewatch            |
| 242982 -          | 2006 SZ240               | 26 settembre 2006 | Spacewatch            |
| 242983 -          | 2006 SW267               | 26 settembre 2006 | Spacewatch            |
| 242984 -          | 2006 SZ274               | 27 settembre 2006 | Spacewatch            |
| 242985 -          | 2006 SK278               | 28 settembre 2006 | Mount Lemmon Survey   |
| 242986 -          | 2006 SW322               | 27 settembre 2006 | Spacewatch            |
| 242987 -          | 2006 SL328               | 27 settembre 2006 | Spacewatch            |
| 242988 -          | 2006 SM360               | 30 settembre 2006 | Mount Lemmon Survey   |
| 242989 -          | 2006 SW366               | 17 settembre 2006 | CSS                   |
| 242990 -          | 2006 SB367               | 24 settembre 2006 | LONEOS                |
| 242991 -          | 2006 SJ391               | 18 settembre 2006 | LONEOS                |
| 242992 -          | 2006 SK392               | 25 settembre 2006 | CSS                   |
| 242993 -          | 2006 ST399               | 18 settembre 2006 | CSS                   |
| 242994 -          | 2006 SX412               | 17 settembre 2006 | CSS                   |
| 242995 -          | 2006 TS8                 | 11 ottobre 2006   | Spacewatch            |
| 242996 -          | 2006 TE9                 | 11 ottobre 2006   | Spacewatch            |
| 242997 -          | 2006 TL29                | 12 ottobre 2006   | Spacewatch            |
| 242998 -          | 2006 TB34                | 12 ottobre 2006   | NEAT                  |
| 242999 -          | 2006 TN96                | 12 ottobre 2006   | NEAT                  |
| 243000 Katysirles | 2006 TB112               | 1 ottobre 2006    | Becker, A. C.         |